# Фіона Гілл
Фіона Гілл (англ. Fiona Hill; нар. 1965) — англо-американський політолог. Доктор філософії (1998). Експерт Брукінгського інституту. «Le Figaro» в 2014 році назвав її «визнаним американським експертом щодо Росії». У квітні 2017 р. вона була призначена президентом США Дональдом Трампом, спеціальним помічником президента та старшим директором з питань Європи та Росії в Раді національної безпеки США.

## Життєпис
Народилася в 1965 році в маленькому місті на півночі Англії. Її батько був шахтарем, а мати — акушеркою і нянею. У 1989 році отримала ступінь магістра з Росії і сучасної історії в Сент-Ендрюському університеті (1989). У 1987—1988 рр. стажувалася в МЛУ в Москві. Ступінь магістра з совєтології (1991) і докторську з історії (Ph.D., 1998) отримала в Гарварді, захистивши дисертацію про історичні корені сучасної російської суспільно-політичної думки «В пошуках Великої Росії: еліти, ідеї, влада, держава і дореволюційний минуле в Новій Росії. 1991—1996».
У 1991—1999 рр. — співробітниця Школи управління імені Джона Ф. Кеннеді.
У 1999—2000 рр. — директор зі стратегічного планування Фонду Євразії в Вашингтоні.
З жовтня 2000 року — співробітниця Брукінгського інституту, нині директор Центру США та Європи і старший науковий співробітник Програми зовнішньої політики.
У 2006—2009 рр. — керівник секції щодо Росії і Євразії Національної ради з розвідки США.
Член Ради з міжнародних відносин, член опікунської ради Фонду Євразія, Міжнародного дискусійного клубу «Валдай».
В кінці 1990-х років, вийшовши заміж за американця, стала громадянкою США, до цього — британська піддана.
Володіє також французькою і російською мовами.
На думку Гілл, саме Росія — дореволюційна — є місцем народження ідеології тероризму.
Пропонувала адміністрації США призначити послом США в Росії Арнольда Шварценеггера, з яким Володимир Путін міг би розмовляти по-німецьки.
Її з Кліффордом Гедді книгу «Сибірське прокляття» (2003) вказують однією з найбільш цитованих робіт у книгах і статтях про перспективи розвитку Росії, опублікованих з початку століття (за даними 2015 року), а також економічний аналіз сучасної Росії «Енергетична імперія: нафта, газ і відродження Росії».
Інша спільна з Кліффордом Гедді книга «Містер Путін: Оперативник у Кремлі» (2013) присвячена президенту Росії Володимиру Путіну. За заявою авторів, вони спробували уникнути поширених в суспільстві стереотипів і провести аналіз історичних подій, які вплинули на формування особистості політика.
Вони роблять висновок, що чим більше Путін просунеться до модернізації Росії, тим активніше народ вимагатиме політичної відкритості і його відставки.
Книга була високо оціненої критикою. Оновлене 2-е видання з'явилося в 2015 році.

## Свідчення у справі імпічменту Трампа
21 листопада Гілл публічно свідчила в Конгресі в справі імпічменту президента Дональда Трампа, а перед тим 14 жовтня доповідала на закритому засіданні Конгресу, стенограми яких опубліковані. Вона спростувала тезу про нібито втручання України у вибори президента США у 2016, захищала посла Марі Йованович сказавши, що звинувачення останньої у корупції з боку Юрія Луценка та Віктора Шокіна виявились неправдивими. Гілл брала участь у консультаціях з представниками Росії щодо можливого миру на Донбасі, які, як вона думає, зацікавлені, щоб Луганськ і Донецьк мали вето щодо можливості України стати в майбутньому членами НАТО і ЄС. Також при цьому спливла інформація, нібито росіяни бажали б «обміняти» Україну на Венесуелу: в разі зміни позиції США щодо України вони б відкликали з Венесуели сотні своїх військових агентів, засланих туди напередодні.

## Автор книг
- "The Siberian Curse: How Communist Planners Left Russia Out in the Cold, " (Brookings Institution Press, 2003; у співавторстві з Кліффордом Гедді Clifford Gaddy) (Сибірське прокляття: як комуністичні плановики заморозили Росію)
- "Energy Empire: Oil, Gas and Russia's Revival, " (London, 2004)
- «Mr. Putin: Operative in the Kremlin» (Brookings Institution Press, 2013; 2-е вид. 2015; у співавторстві з Кліффордом Гедді Clifford Gaddy). («Містер Путін: Оперативник у Кремлі»)